# Um, dois, três Bo!
Bo On The Go!, (conhecida em Portugal como Um, dois, três Bo! e Bo em Ação no Brasil) é uma série infantil canadiana produzida por Halifax Filme e Decode Entertainment, em associação com CBC Television.

## Sinopse
A série trata de promover a actividade, o desporto e o movimento nos meninos mediante as aventuras de uma menina pequena com cabeleira azul e a roupa desportiva púrpura e magenta chamada Bo, seu dragão verde e rosa Dezzy e um mago/Feiticeiro(versão latina). Também enfatiza no raciocínio dos meninos à hora de resolver situações inesperadas durante as aventuras das personagens mediante a ajuda das "animoções" (ou animóvel em Portugal), onde o mago oferece três animais aos que imitar para solventar esses problemas.

## Dobragem

### Brasil
- Bo: Flora Paulita
- Dezzy: Fábio Lucindo
- Feiticeiro: Wendel Bezerra

#### Créditos técnicos
- Direção: Tian Brass
- Tradução e Adaptação: Sandra Brizuela
- Direc. Criativa: Raúl Aldana
- Dobrado em M&M Studios
- Produzido por Disney Character Voices International,Inc..